# Линахамари
Линахамари (рус. Лиинахамари; фин. Liinahamari) насељено је место на крајњем северозападу европског дела Руске Федерације. Налази се на северу Мурманске области и административно припада Печеншком рејону.
Према подацима са пописа становништва 2010. у насељу је живело 475 становника.

## Географија
Насеље Линахамари се налази у северозападном делу Мурманске области, на северу Печеншког рејона. Лежи на обали Печеншког залива и значајна је лука на баренцовом мору. Налази се на око 13 км северно од Печенге и на неких 50 km североисточно од Никеља.
Централни део насеља лежи на андморској висини од 68 метара.

## Историја
Подручје око саврмене луке ушло је у састав Руске Империје почетком 1800.их година. До интензивнијег развоја насеља долази након 1920. када је цело то подручје званично постало делом Финске. Финске власти су нарочито велику пажњу посвећивале градњи Линахамарске луке, јединог лучког центра те државе на обалама Арктичког океана. Након што је 1931. у саобраћај пуштен друмски правац од Рованијемија до Линахамарија, значај овог лучког насеља је још више порастао. Отворена је и фабрика за прераду рибе, те хотел.
По окончању Великог отаџбинског рата цело подручје финског Петсама, укључујући и луку Линахамари, враћено је у границе Совјетског Савеза. Након рата лука је постала значајна војна база Северне флоте.

## Демографија
Према подацима са пописа становништва 2010. у селу је живело 475 становника.
| 1939. | 1959. | 1970. | 1979. | 1989. | 2002. | 2010. |
| ----- | ----- | ----- | ----- | ----- | ----- | ----- |
| ---   | ---   | ---   | ---   | ---   | 922   | 475   |